# Aglaia subcuprea
Aglaia subcuprea är en tvåhjärtbladig växtart som beskrevs av Merrill & Perry. Aglaia subcuprea ingår i släktet Aglaia och familjen Meliaceae. Inga underarter finns listade i Catalogue of Life.